# Suara
Suara, pseudonimo di Akiko Tatsumi (巽明子?, Tatsumi Akiko; Osaka, 3 agosto 1979), è una cantante giapponese.
Ha cantato sigle di serie televisive animate quali KimiKiss, To Heart 2 e Asatte no hōkō, e di videogiochi quali Dungeon Travelers 2 e i titoli della serie Utawarerumono.
Lo pseudonimo usato dalla cantante deriva dalla parola indonesiana "voce".